# Чампават (округ)
Чампават (гінді चम्पावत जिला, англ. Champawat) — округ індійського штату Уттаракханд, частина регіону Кумаон. Його адміністративний центр — місто Чампават.
| Індія | Це незавершена стаття з географії Індії. Ви можете допомогти проєкту, виправивши або дописавши її. |